# تپه حلاف
تپه حلاف یک مکان باستان‌شناسی در حسکه در شمال شرقی سوریه و در نزدیکی مرز ترکیه، درست روبروی جیلان‌پینار است. قدمت این سایت که به هزاره ششم قبل از میلاد مسیح می‌رسد، اولین مکانی بود که از یک فرهنگ نوسنگی کاوش شد، بعداً به نام فرهنگ حلاف که با سفالهای لعابدار با نقوش هندسی و حیوانات طراحی شده در ان کشف شده‌است، نامگذاری شد.
در عصر برنز هیتی‌ها بر شهر حاکم بوده‌اند و ۱۰ قرن پیش از میلاد محل شهر جوزان از آرامی‌ها بود. بسیاری از یافته‌های مجسمه‌های یادبود که در موزه‌های مختلف سراسر جهان یافت می‌شود بیشتر مربوط به دوره‌های بعدی است. در دوران مدرن، در طول جنگ داخلی سوریه، یگان‌های حفاظت از مردم کنترل منطقه را به دست گرفتند.

## کشف و کاوش

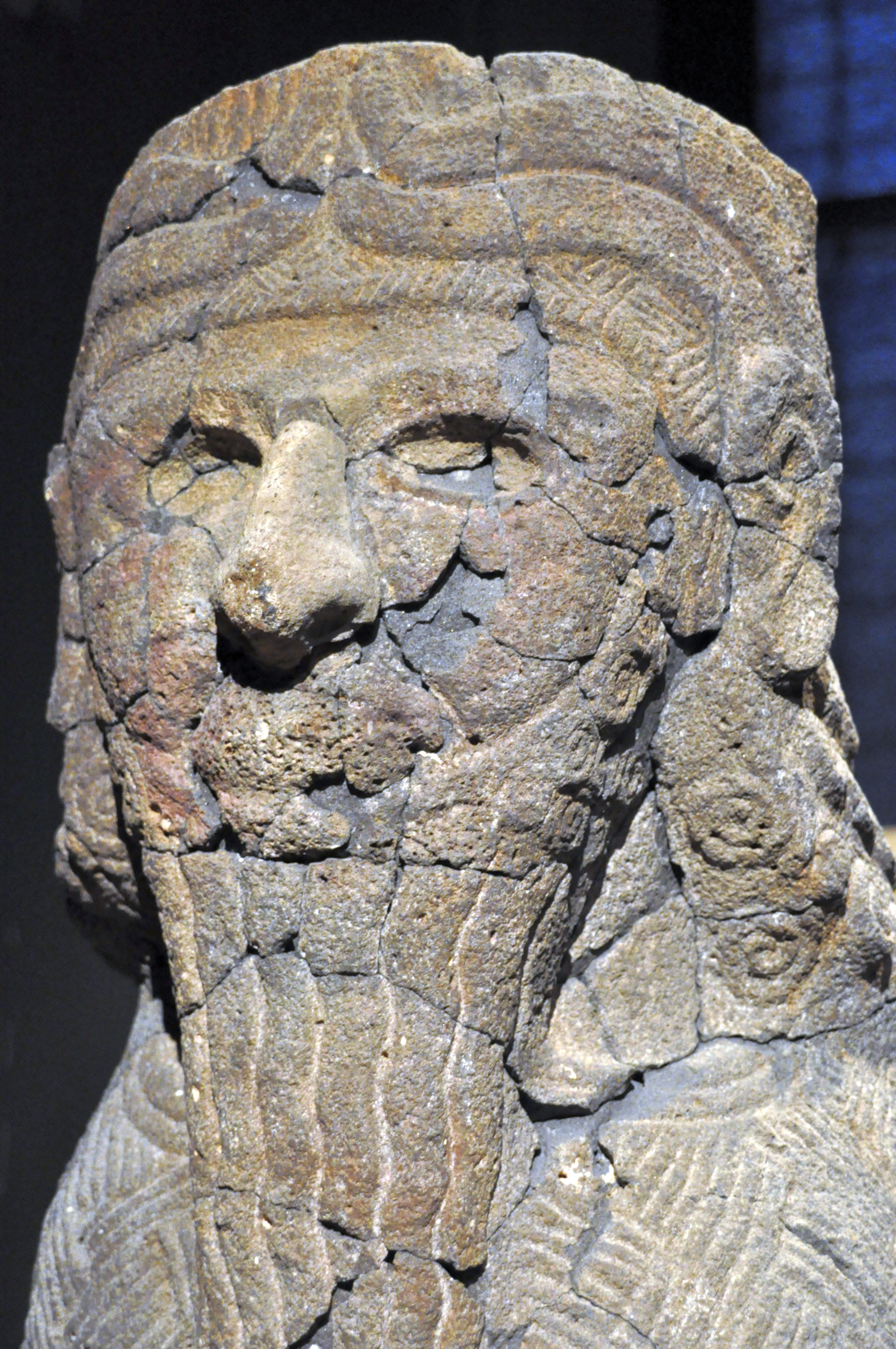
کشف شده در کاخ غربی تل هالف، که در سال ۱۹۴۳ در اثر آتش‌سوزی آسیب دیده و ترمیم شد

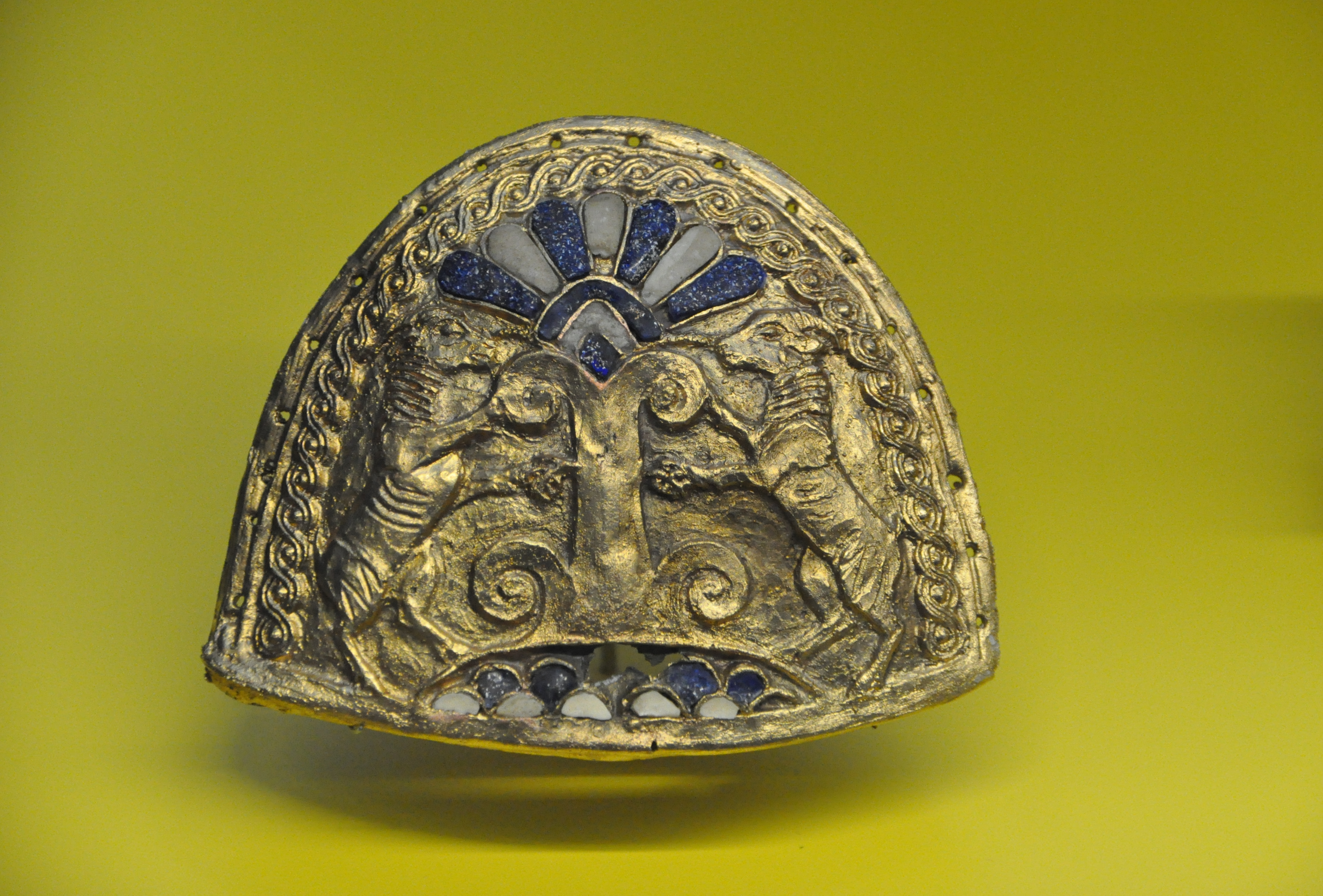
ماکت زینتی از لباس‌های طلای یافت شده در تل حلاف

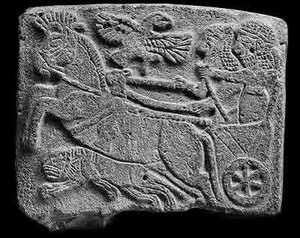
صحنه شکار در بازالت موجود در تل حلاف، مورخ ۸۵۰–۸۳۰ پیش از میلاد

این سایت در نزدیکی شهر رأس‌العین در دره حاصلخیز رودخانه خابور (نهرو الخور)، نزدیک مرز امروزی با ترکیه واقع شده‌است.

### کشف
در سال ۱۸۹۹، هنگامی که این منطقه بخشی از امپراتوری عثمانی بود، ماکس فون اپنهایم، دیپلمات آلمانی به نمایندگی از دویچه بانک از طریق بین‌النهرین به شمال سفر کرد و در آن کار ایجاد مسیر برای راه‌آهن باگاد را انجام داد. در ۱۹ نوامبر، او این تپه را کشف کرد، پس از داستانهایی که توسط اهالی محلی از بتهای سنگی که در زیر شن شنیده شده بودند طی سه روز، چندین قطعه قابل توجه از مجسمه‌های یادبود، از جمله «الهه نشسته» کشف شد. یک گودال از ورودی «کاخ غربی» پرده برداشت. : 16, 24, 63 

### کاوش‌های مکس فون اوپنهایم
به گفته باستان‌شناس یاد شده ارنست هرتسفلد، او در سال ۱۹۰۷ از اوپنهایم خواسته بود تا کاوش حلف را حفاری کند و آنها در آن زمان برنامه‌های اولیه ای را برای رسیدن به این هدف انجام دادند. در اوت سال ۱۹۱۰، هرتسفلد نامه ای نوشت که در آن از اوپنهایم برای کشف این سایت استفاده می‌کرد و توسط چندین باستان‌شناس برجسته مانند تئودور نلدکه یا ایگناز گلدزیهر به امضاء رسیده بود. : 48–49 
اوپنهایم با تیمی از پنج باستان‌شناس، یک طرح حفاری را برنامه‌ریزی کرد که از ۵ اوت ۱۹۱۱ آغاز شد. مقادیر قابل توجهی تجهیزات از آلمان از جمله قطار بخار کوچک به این منطقه وارد شد. هزینه‌ها در حدود ۷۵۰٬۰۰۰ مارک و توسط پدر فون اوپنهایم پرداخت شد. با ورود باستان شناسان متوجه شدند که از سال ۱۸۹۹، افراد محلی‌ها برخی به دلیل خرافات، بخشی از آنها برای به دست آوردن مصالح ساختمانی ارزشمند به شدت به سایت آسیب رسانده‌اند.

## فرهنگ حلافی
تپه حلاف محوطه شاخص فرهنگ حلاف است که از دوران نوسنگی III در این مکان به وجود آمده‌است. این تپه از حدود ۶٬۱۰۰ تا ۵۴۰۰ قبل از میلاد مسیح شکوفا شد، دوره ای که به آن دوره حلافی گفته می‌شود. فرهنگ حلاف در شمال بین‌النهرین توسط فرهنگ عبید به اوج رسید و سپس برای مدت طولانی رها شد.
این فرهنگ عمدتاً در منطقه جنوب غرب ترکیه، سوریه، و شمال عراق تا مناطق جنوب‌غربی ایران مستقر بوده‌است. هرچند آثار متأثر از این فرهنگ در سراسر میان‌رودان نیز یافت شده‌است. فرهنگ حلاف، توسعه‌ای ادامه‌دار از اوایل کوزه‌گری نوسنگی را دربر می‌گیرد.
فرهنگ حلاف در همان اوان، نفوذ خویش را چندان گسترش داده بود که سایر فرهنگ‌های محلی و ضعیف‌تر خواه‌ناخواه تحت تأثیر آن قرار گرفت.

## گوزانا
در قرن ۱۰ قبل از میلاد، حاکمان پادشاهی کوچک آرامی‌ها بیت شهر گوزانا را در این محل مجدداً تأسیس کردند و حکومت را به دست گرفتند. پادشاه کاپارا به اصطلاح هیلانی، کاخی به سبک نئو-هیتیت با تزئینات غنی از مجسمه‌ها و ارتوداست‌های امدادی را بنا کرد.
در سال ۸۹۴ پیش از میلاد، پادشاه آشور ، ادادنیراری دوم، این مکان را به عنوان یکی از ایالت‌های امپراتوری آشور ثبت کرد. صندلی فرمانداری کاخی در قسمت شرقی تپه ارگ بود. گوزانا از فروپاشی امپراتوری آشور جان سالم به در برد و تا دوره روم-اشکانی قابل سکونت باقی ماند.